# Geografia Poloniei
Polonia este situată în nordul Europei centrale între 49°-54°50' latitudine nordică si 14°07'- 24°08' longitudine estică. Capitala, Varșovia, este amplasată central, iar teritoriul Poloniei cuprinde 16 voievodate, 310 județe, 63 municipii și 2489 comune.
Orase: Varsovia (capitala, 1,690,821 de locuitori in 2004), Lodz (776,297 de locuitori), Cracovia (757,957 de locuitori), Wroclaw (636,854 de locuitori), Poznan (573,003 de locuitori), Gdansk (460,524 de locuitori).
Relieful este puțin înalt, scăzând în trepte de la zona montană din sud, trecând prin intermediul unor podișuri până la Marea Câmpie Poloneză și zona de nord – Pomerania – presărată cu mici coline din depozite morenaice cu numeroase lacuri (în jur de 2700). Țărmul Mării Baltice este înalt, cu faleză în est, și, jos, mlăștinos, cu lagune și estuare în vest.
Clima este temperată, caracterizată prin ierni relativ reci și veri calde. 